# Heteronyx electus
Heteronyx electus är en skalbaggsart som beskrevs av Blackburn 1889. Heteronyx electus ingår i släktet Heteronyx och familjen Melolonthidae. Inga underarter finns listade i Catalogue of Life.